# Eumorpha typhon
The Typhon sphinx (Eumorpha typhon) là một loài bướm đêm thuộc họ Sphingidae. Nó sống ở Honduras phía bắc through México to miền nam Arizona.
Sải cánh dài 57–64 mm. 
Ấu trùng ăn various grape species. Quá trình hóa nhộng diễn ra trong đất nông.

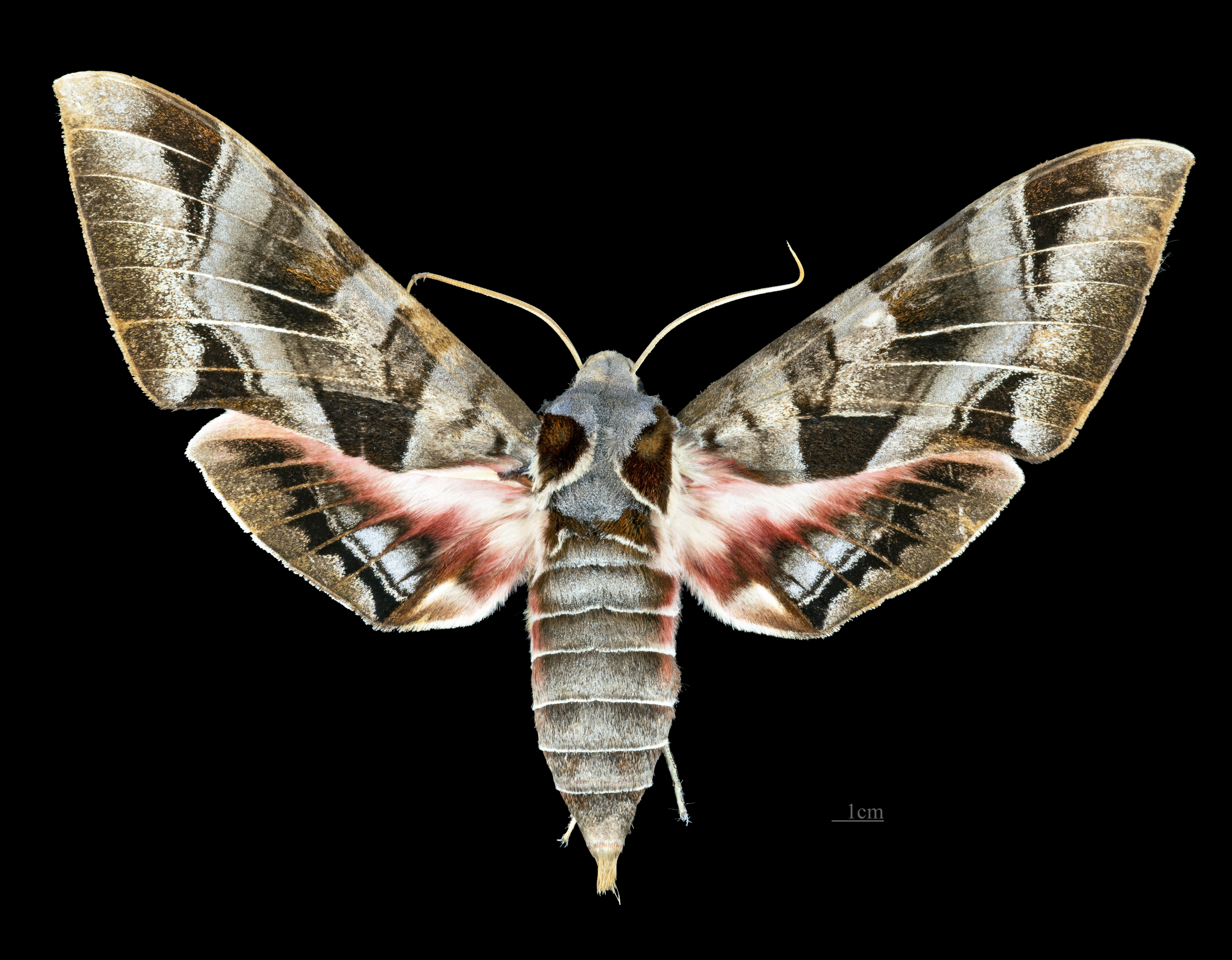
Eumorpha typhon ♀
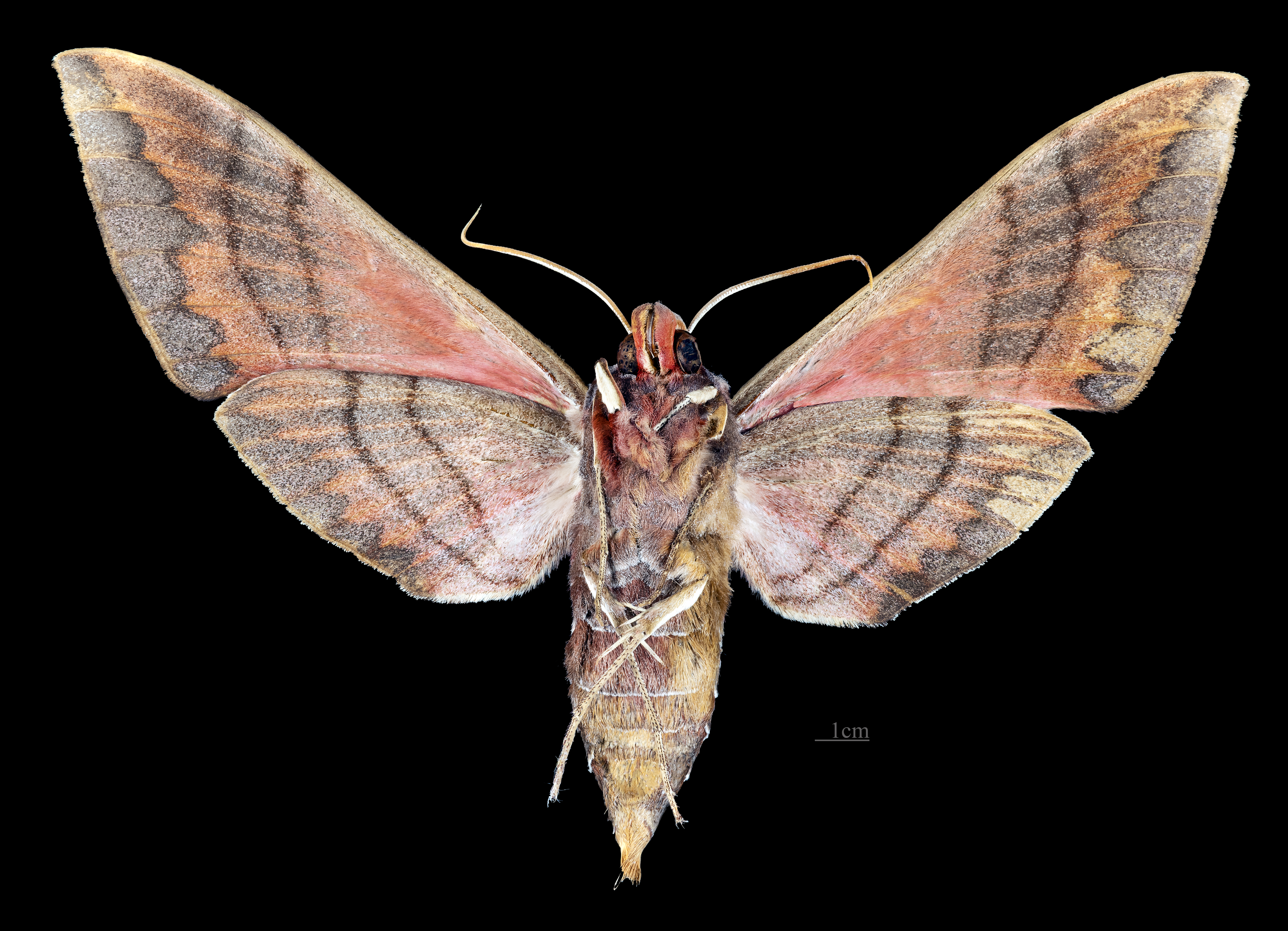
Eumorpha typhon ♀ △